# Campeonato Europeu de Patinação Artística no Gelo de 1988
O Campeonato Europeu de Patinação Artística no Gelo de 1988 foi a octogésima edição do Campeonato Europeu de Patinação Artística no Gelo, um evento anual de patinação artística no gelo organizado pela União Internacional de Patinação (em inglês:  International Skating Union) onde os patinadores artísticos competem pelo título de campeão europeu. A competição foi disputada entre os dias 12 de janeiro e 17 de janeiro, na cidade de Praga, Tchecoslováquia.

## Eventos
- Individual masculino
- Individual feminino
- Duplas
- Dança no gelo

## Medalhistas
| Evento                        | Ouro                                                  | Prata                                                 | Bronze                                              |
| Individual masculino detalhes | Alexander Fadeev · União Soviética                    | Vladimir Kotin · União Soviética                      | Viktor Petrenko · União Soviética                   |
| Individual feminino detalhes  | Katarina Witt · Alemanha Oriental                     | Kira Ivanova · União Soviética                        | Anna Kondrashova · União Soviética                  |
| Duplas detalhes               | Ekaterina Gordeeva · Sergei Grinkov · União Soviética | Larisa Selezneva · Oleg Makarov · União Soviética     | Peggy Schwarz · Alexander König · Alemanha Oriental |
| Dança no gelo detalhes        | Natalia Bestemianova · Andrei Bukin · União Soviética | Natalia Annenko · Genrikh Sretenski · União Soviética | Isabelle Duchesnay · Paul Duchesnay · França        |

## Resultados

### Individual masculino
| Pos.              | Nome                  | Nacionalidade      |
| ----------------- | --------------------- | ------------------ |
| Medalha de ouro   | Alexander Fadeev      | União Soviética    |
| Medalha de prata  | Vladimir Kotin        | União Soviética    |
| Medalha de bronze | Viktor Petrenko       | União Soviética    |
| 4                 | Grzegorz Filipowski   | Polônia            |
| 5                 | Richard Zander        | Alemanha Ocidental |
| 6                 | Heiko Fischer         | Alemanha Ocidental |
| 7                 | Petr Barna            | Tchecoslováquia    |
| 8                 | Oliver Höner          | Suíça              |
| 9                 | Paul Robinson         | Reino Unido        |
| 10                | Axel Médéric          | França             |
| 11                | Frédéric Lipka        | França             |
| 12                | Alessandro Riccitelli | Itália             |
| 13                | András Száraz         | Hungria            |
| 14                | Ralf Burghart         | Áustria            |
| 15                | Peter Johansson       | Suécia             |
| 16                | Oula Jääskeläinen     | Finlândia          |
| 17                | Michael Huth          | Alemanha Oriental  |
| 18                | Rico Krahnert         | Alemanha Oriental  |
| 19                | Henrik Walentin       | Dinamarca          |
| 20                | Jaroslav Suchý        | Tchecoslováquia    |
| 21                | Tomislav Cizmesija    | Iugoslávia         |
| 22                | Cornel Gheorghe       | Romênia            |
| 23                | Przemysław Noworyta   | Polônia            |
| 24                | Fernando Soria        | Espanha            |

### Individual feminino
| Pos.                                                  | Nome               | Nacionalidade      |
| ----------------------------------------------------- | ------------------ | ------------------ |
| Medalha de ouro                                       | Katarina Witt      | Alemanha Oriental  |
| Medalha de prata                                      | Kira Ivanova       | União Soviética    |
| Medalha de bronze                                     | Anna Kondrashova   | União Soviética    |
| 4                                                     | Claudia Leistner   | Alemanha Ocidental |
| 5                                                     | Simone Koch        | Alemanha Oriental  |
| 6                                                     | Natalia Gorbenko   | União Soviética    |
| 7                                                     | Agnès Gosselin     | França             |
| 8                                                     | Tamara Téglássy    | Hungria            |
| 9                                                     | Marina Kielmann    | Alemanha Ocidental |
| 10                                                    | Joanne Conway      | Reino Unido        |
| 11                                                    | Iveta Voralova     | Tchecoslováquia    |
| 12                                                    | Stefanie Schmid    | Suíça              |
| 13                                                    | Beatrice Gelmini   | Itália             |
| 14                                                    | Katrien Pauwels    | Bélgica            |
| 15                                                    | Mirella Gawłowska  | Polônia            |
| 16                                                    | Claude Péri        | França             |
| 17                                                    | Željka Čižmešija   | Iugoslávia         |
| 18                                                    | Lotta Falkenbäck   | Suécia             |
| 19                                                    | Petra Vonmoos      | Suíça              |
| 20                                                    | Yvonne Pokorny     | Áustria            |
| 21                                                    | Anisette Torp-Lind | Dinamarca          |
| 22                                                    | Katerina Novakova  | Tchecoslováquia    |
| 23                                                    | Elina Hanninen     | Finlândia          |
| 24                                                    | Eva Plaszko        | Hungria            |
| Não avançaram para a patinação livre / programa longo |                    |                    |
| 25                                                    | Marta Olozagarre   | Espanha            |
| 26                                                    | Anita Thorenfeldt  | Noruega            |
| 27                                                    | Asia Alexieva      | Bulgária           |

### Duplas
| Pos.              | Nome                                 | Nacionalidade      |
| ----------------- | ------------------------------------ | ------------------ |
| Medalha de ouro   | Ekaterina Gordeeva / Sergei Grinkov  | União Soviética    |
| Medalha de prata  | Larisa Selezneva / Oleg Makarov      | União Soviética    |
| Medalha de bronze | Peggy Schwarz / Alexander König      | Alemanha Oriental  |
| 4                 | Natalia Mishkutenok / Artur Dmitriev | União Soviética    |
| 5                 | Mandy Wötzel / Axel Rauschenbach     | Alemanha Oriental  |
| 6                 | Lenka Knapova / René Novotný         | Tchecoslováquia    |
| 7                 | Brigitte Groh / Holger Maletz        | Alemanha Ocidental |
| 8                 | Cheryl Peake / Andrew Naylor         | Reino Unido        |
| 9                 | Anuschka Gläser / Stefan Pfrengle    | Alemanha Ocidental |
| 10                | Lisa Cushley / Neil Cushley          | Reino Unido        |
| 11                | Dagmar Kovarova / Karel Komar        | Tchecoslováquia    |

### Dança no gelo
| Pos.              | Nome                                    | Nacionalidade      |
| ----------------- | --------------------------------------- | ------------------ |
| Medalha de ouro   | Natalia Bestemianova / Andrei Bukin     | União Soviética    |
| Medalha de prata  | Natalia Annenko / Genrikh Sretenski     | União Soviética    |
| Medalha de bronze | Isabelle Duchesnay / Paul Duchesnay     | França             |
| 4                 | Maya Usova / Alexander Zhulin           | União Soviética    |
| 5                 | Kathrin Beck / Christoff Beck           | Áustria            |
| 6                 | Klára Engi / Attila Tóth                | Hungria            |
| 7                 | Lia Trovati / Roberto Pelizzola         | Itália             |
| 8                 | Sharon Jones / Paul Askham              | Reino Unido        |
| 9                 | Vera Rehakova / Ivan Havranek           | Tchecoslováquia    |
| 10                | Corinne Paliard / Didier Courtois       | França             |
| 11                | Stefania Calegari / Pasquale Camerlengo | Itália             |
| 12                | Honorata Górna / Andrzej Dostatni       | Polônia            |
| 13                | Andrea Juklova / Martin Šimeček         | Tchecoslováquia    |
| 14                | Andrea Weppelmann / Hendryk Schamberger | Alemanha Ocidental |
| 15                | Susanna Rahkamo / Petri Kokko           | Finlândia          |
| 16                | Desiree Schlegel / Patrik Brecht        | Suíça              |
| 17                | Annalisa Meyers / Justin Green          | Reino Unido        |
| WD                | Antonia Becherer / Ferdinand Becherer   | Alemanha Ocidental |

## Quadro de medalhas
| Ordem | País               | Medalha de ouro | Medalha de prata | Medalha de bronze |    | Ordem por total |
| ----- | ------------------ | --------------- | ---------------- | ----------------- | -- | --------------- |
| 1     | União Soviética    | 3               | 4                | 2                 | 9  | 1               |
| 2     | Alemanha Oriental  | 1               |                  |                   | 1  | 2               |
| 3     | Alemanha Ocidental |                 |                  | 1                 | 1  | 2               |
| 3     | França             |                 |                  | 1                 | 1  | 2               |
| TOTAL | TOTAL              | 4               | 4                | 4                 | 12 | —               |